# Eosina

Eosina Y

Eosina B

L'eosina è un colorante di contrasto dell'ematossilina, utilizzato in istologia per effettuare la colorazione del citoplasma. L'eosina è chimicamente una tetrabromofluoresceina della quale esistono anche derivati mono e di-bromo. Più precisamente, sono di comune utilizzo due molecole di eosina denominate eosina Y e eosina B: rispettivamente sono analoghi strutturali che presenta quattro sostituenti bromo ovvero due sostituenti bromo e due nitrogruppi -NO2.
È il più importante colorante citoplasmatico e rappresenta il colorante di contrasto di elezione dell'ematossilina, colora i cosiddetti granuli eosinofili (acidofili) delle cellule. Trova numerosi usi in microscopia, per esempio entra nella composizione di alcuni coloranti ematologici.

## Uso dermatologico
In soluzione al 2% è utilizzata anche come disinfettante, antiessudante, antimacerante, antisettica ed antimicotica di superficie. L'eosina, a causa del suo colore rosso intenso, viene spesso popolarmente associato alla merbromina, di origine più antica. In Italia è anche venduta con marchio "Neomercurocromo". Effettivamente la merbromina (mercurocromo) ha uno spettro d'azione limitato rispetto all'eosina, la quale ha azione sia sui batteri Gram+ e Gram-, ma anche sui funghi. Per tale motivo questo colorante è efficace nel trattamento di micosi (es. candida).